# 訓練隊
訓練隊（朝鮮語: 훈련대、フンリョンデ / くんれんたい）とは日本の指導下で設立された朝鮮の軍隊。文字通り「軍事教育事業部」のこと。2度目の甲午更張が起こった開国504年（1895年）、高宗統治期に設立された。
開国503年12月22日（グレゴリオ暦1895年1月17日）、日本公使井上馨は高宗に対し、既存の親軍四營兵士の中から壮丁を選抜し、新しい宮廷警備隊を設立する事を提案した。開国504年1月18日（1895年2月12日）、漢城に2個大隊が編成され、続いて4月には平壌に第3大隊、清州に第4大隊が編成された（後に全州に移転）。5月には訓練隊士官養成所（所長：柳敦秀参領）が設立され、7月には第1大隊（大隊長：李斗璜参領）と第2大隊（大隊長：禹範善参領）を合わせて1個連隊（連隊長：洪啓薫副領）を編成。連隊の解散直前の総人員は1,773人であった。
訓練隊は楠瀬幸彦ら日本の軍事顧問によって訓練された。それゆえ、高宗は訓練隊を疎ましく思っており、アメリカ人やロシア人の訓練を受けた親衛隊やそこから抽出された侍衛隊を重宝していた。一方、朴泳孝は宮殿警護を訓練隊に差し替えようとしていたが、それが原因で「王と王妃に護衛兵交代を強制して反逆罪を犯した」という反逆罪に問われ日本に亡命する。訓練隊は同年8月20日（10月8日）閔妃暗殺に参加しているが、それは日本の浪人たちに利用されたとする見解や、『日本と韓国』の著者であり、終戦時には全羅南道の知事であった八木信雄は、閔氏政権が訓練隊を解散させようとし、事件の前日に解散通告をしてきたため、訓練隊の幹部は閔妃勢力との決闘を決意したとしており、また訓練隊の幹部であった李周會や禹範善などは、閔氏一族の横暴や怨嗟の声が国中に満ちていることを憂慮していたため、自ら積極的に参加したとする見解などがある。
9月13日（10月30日）に解散命令が下され、漢城に駐留していた訓練隊第1連隊は親衛隊に組み込まれ、地方に駐留していた第3大隊と第4大隊は鎭衛隊に改編された。